# Things That Go Pump in the Night
Things That Go Pump in the Night es un video (VHS) de la banda de Hard rock estadounidense Aerosmith lanzada en 1990, En el video destacan entrevistas de la banda y videos musicales.

## Lista de canciones
1. "Love in an Elevator"
2. "Janie's Got a Gun"
3. "What It Takes"
4. "(La grabación de) What It Takes" (Video)

## Miembros de la banda
- Tom Hamilton
- Joey Kramer
- Joe Perry
- Steven Tyler
- Brad Whitford